# Trofeo di Pompeo

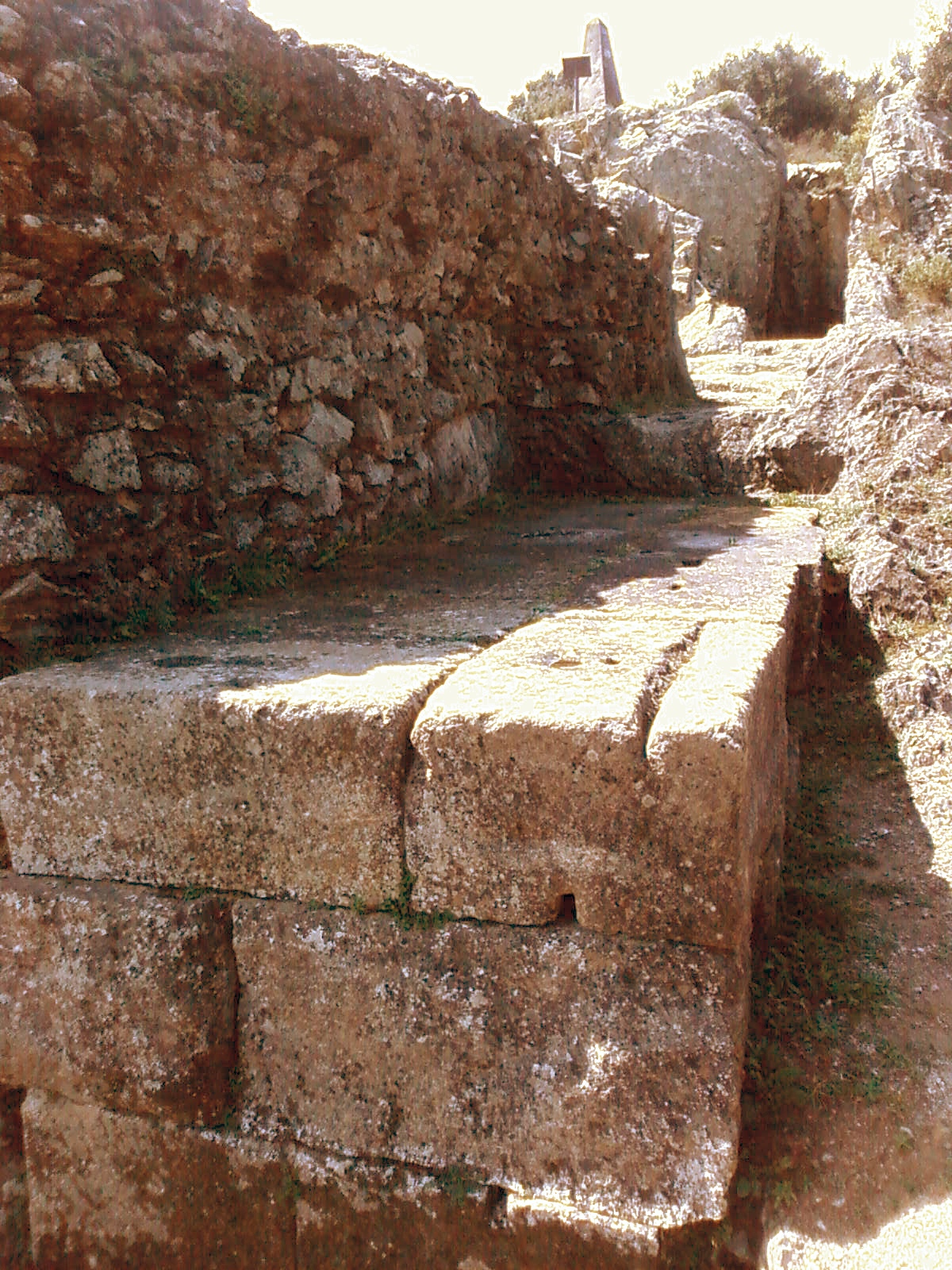
Resti del trofeo di Pompeo al colle di Panissars

Il trofeo di Pompeo è un monumento trionfale edificato nel 71 a.C. alla giunzione tra la via Domizia e la via Augusta, sul valico del colle di Panissars (Summum Pyrenaeum), frontiera antica tra Gallia e Hispania.

## Storia
Il trofeo celebra la vittoria di Pompeo contro Quinto Sertorio in Spagna  e venne costruito all'entrata del paese riconquistato allo stato romano, piuttosto che su un luogo di battaglia.
La sua collocazione (mansio Summum Pyrenaeum), al confine tra le province della Gallia Narbonense e della Spagna Citeriore (poi Tarraconense) ci è riportata dalle fonti antiche. Sallustio ricorda inoltre che Cesare vi avrebbe eretto un altare dedicato a Venere, in occasione di un suo passaggio.
Il trofeo, crollato, venne utilizzato come cava di materiale da reimpiego per la costruzione delle fortezze tardoantiche delle Clausurae (Les Cluses), situate circa 3,5 km più a valle sul versante francese e alla fine del IV secolo ne restavano solo le fondamenta. Nel IX secolo vi sorse un villaggio; nell'XI sopra le rovine venne costruita una chiesa dedicata a Santa Maria e vi sorse un priorato benedettino, tappa sul cammino di Santiago di Compostela. Il sito fu nuovamente utilizzato come cava di materiale per la costruzione del forte di Bellegarde, edificato circa 500 m più ad est in occasione della pace dei Pirenei nel 1659.
Il monumento venne identificato con i resti presenti sul valico nel 1983 e successivamente scavato congiuntamente da studiosi francesi e spagnoli.

## Descrizione
Il monumento sormontava la via romana che ne attraversava il basamento per mezzo di un grande arco, segnando la fine della via Domizia e l'inizio della via Augusta.
Si sono conservati due grandi basamenti parallelepipedi, di altezza diversa, tagliati nella roccia ai due lati della strada romana, uno dei quali conserva ancora tracce del cementizio e qualche blocco in arenaria del paramento: l'insieme dei due basamenti indica una pianta di circa 120 piedi romani per 100.
Al di sopra la struttura doveva essere costituita da opera quadrata di blocchi di arenaria.
Il monumento doveva avere almeno due livelli, quello superiore in forma di trofeo turriforme. La sua forma architettonica si ispirava ai grandi monumenti a torre di epoca ellenistica, spesso oggi scomparsi (trofei, mausolei, fari). Unico nel suo genere in epoca repubblicana, servì probabilmente da modello al trofeo delle Alpi di Augusto a La Turbie.